# 25 Геркулеса
25 Геркулеса (лат. 25 Herculis, HD 148283) — тройная звезда в созвездии Геркулеса на расстоянии приблизительно 253 световых лет (около 77,5 парсек) от Солнца. Возраст звезды определён как около 783 млн лет.

## Характеристики
Первый компонент (WDS J16254+3724A) — белая звезда спектрального класса A5V, или A3. Видимая звёздная величина звезды — +5,536m. Масса — около 2,197 солнечных, радиус — около 3,091 солнечных, светимость — около 29,878 солнечных. Эффективная температура — около 7839 K.
Второй компонент — коричневый карлик. Масса — около 37,56 юпитерианских. Удалён от второго компонента в среднем на 1,944 а.е..
Третий компонент (WDS J16254+3724B) — жёлтая звезда спектрального класса G0. Видимая звёздная величина звезды — +8,3m. Орбитальный период — около 76,32 года. Удалён на 0,1 угловой секунды.